# Cher Ami
Cher Ami var en brevdue anvendt af USA's Signal Corps (signaltropperne) i Frankrig under 1. verdenskrig. Den var blevet trænet af amerikanske dueoprættere og den hjalp den amerikanske 77. division (The Lost Battalion) i Slaget ved Argonne i oktober 1918.
På sin sidste mission blev Cher Ami hårdt såret, men nåede alligevel frem til bestemmelsesstedet med sin meddelelse. Duen var ramt af flere hagl, og mistede sit ene ben, men overlevede skaderne. Den fik et træben og blev sendt til USA, hvor den døde den 13. juni 1919. Cher Ami blev tildelt det franske orden Croix de Guerre for sine indsatser i krigen. I den franske by Lille findes et krigsmindesmærke for de ca. 20.000 allierede brevduer, der døde under den første verdenskrig.

## Note
1. ↑  Monument to carrier pigeons - Lille  -  Remembrance trails in Northern France